# Honorat de Bueil

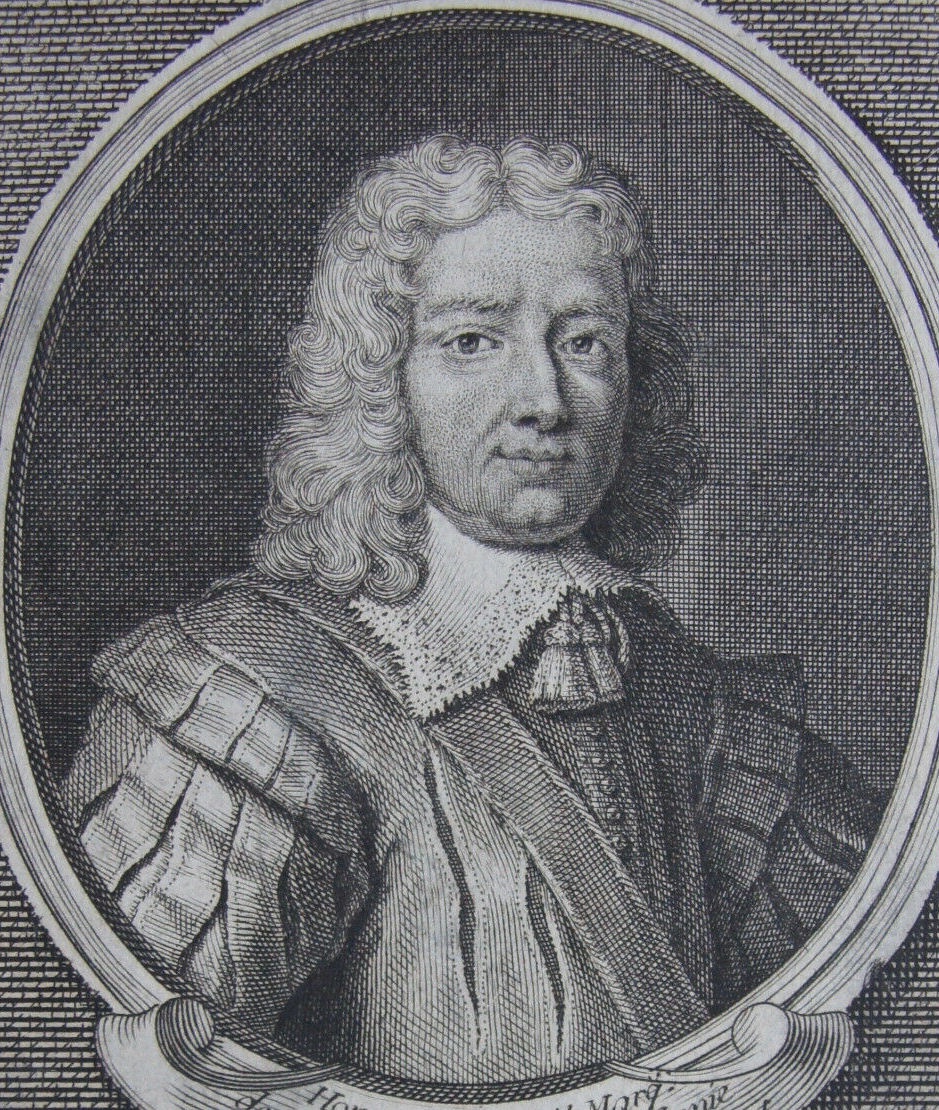
Honorat de Bueil

Honorat de Bueil, seigneur de Racan (ook wel marquis de Racan genoemd, hoewel hij nooit die titel droeg) is een Franse dichter en toneelschrijver, hij werd geboren op kasteel La Roche-Racan op 5 februari 1589 en overleed op 21 januari 1670. 
Hij was een page aan het hof van Hendrik IV, en ging daarna in het leger. Hij erft uiteindelijk land en een woning en krijgt hierdoor de kans om zich geheel aan de poëzie te wijden. 
Hij was een navolger van Malherbe, die hij kende uit zijn tijd aan het hof. Hij schreef gedichten en een toneelstuk, Bergeries dat uit vijf stukken bestaat. Een gedeelte met de naam Arthénice werd opgevoerd in 1619. Het stuk werd later uitgebracht onder de titel Les Bergeries (1625). 
Hij schreef verder: 
- Sept psaumes (1631)
- Odes sacrées tirées des psaumes de David (1651)
- Dernières fsuvres et poésies chréliennes (1660)

Er is een overzicht van zijn werk uitgegeven in 1857 onder de titel OEuvres completes geredigeerd door Tenant de Latour. Hier staat ook een biografie in.
De Bueil werd in 1634 verkozen tot lid van de Académie française.
- Biblioteca Nacional de España: XX1737181
- Bibliothèque nationale de France: cb120276424 (data)
- Gemeinsame Normdatei: 119054698
- International Standard Name Identifier: 0000 0001 2277 6772
- Library of Congress Control Number: n89654941
- Nationale Bibliotheek van Tsjechië: jcu2011631286
- Nationale Bibliotheek van Israël: 987007299830305171
- Nederlandse Thesaurus van Auteursnamen: 072072733
- Istituto Centrale per il Catalogo Unico: SBLV009243
- LIBRIS: 347697
- SNAC: w6j995h3
- Système universitaire de documentation: 028442032
- Trove: 1191532
- Virtual International Authority File: 27079756
- WorldCat: E39PBJrKPJtJwFdMv9MHPPdWjC